# 甘肃省司法厅
甘肃省司法厅是甘肃省人民政府的组成部门、主管甘肃省司法行政工作的省级司法行政机关。